# ヘロデ大王
ヘロデ（ヘブライ語: הורדוס、英語: Herod、紀元前73年頃 - 紀元前4年）は、共和政ローマ末期からローマ帝国初期にユダヤ王国を統治した王（在位：紀元前37年 - 紀元前4年）である。
マカバイ戦争を制してユダヤを独立させたマタティアとその息子たちの子孫であるハスモン朝（アサモナイオス家）が身内の争いで王座が空位となった際ローマ元老院によって王族ではないがユダヤの王として認められヘロデ朝を創設、ローマとの協調関係を構築した。エルサレム神殿の大改築を含む多くの建築物を残した。だが、猜疑心が強く身内を含む多くの人間を殺害した。息子たちと区別してヘロデ大王とも言われる。

## 生涯

### 王になる前
古代ユダヤにおいて再び独立を獲得したハスモン朝の末期の王アレクサンドロス・ヤンナイオスの息子ヒルカノス2世の側近にイドマヤ（エドムのギリシャ語読み）出身のアンティパトロス（彼の父も同名だったので正確には「アンティパトロス2世」）という武将がいた。ヘロデはこのアンティパトロスの息子である。父アンティパトロスはローマ軍の軍事行動を積極的に援助することでユリウス・カエサルの信用を勝ち取ることに成功し紀元前47年の夏ごろ、ユリウス・カエサルによってユダヤのプロクラトル に任命されていた。
カエサルの暗殺後、父アンティパトロスはローマ東方へ勢力を拡大したガイウス・カッシウス・ロンギヌスらのリベラトレス（共和派・元老院派）側へ味方した。
王と大祭司であるヒルカノス自身は温和ではあるが愚鈍で非行動的な人間だったのでアンティパトロスは息子たちに政治を任せ、この時にガラリヤ地方を任された次男（長男のファサエロスはエルサレム周辺管轄）がヘロデであった。
若い頃のヘロデは気性の強い活発な若者で、シリアとの国境周辺にいたエゼキアスという盗賊団を壊滅させるなどの活躍をして父や兄共々高い評価を得たが、同時に周囲の人々はアンティパトロスの財力や権力の増大を危惧したため、前述のヘロデがエゼキアス一味を裁判にかけずに殺したことを上げてヘロデ自身が裁判にかけられたが、裁判を開いたヒルカノス自身やこの法廷には居なかったが当時のシリア総督セクストスもヘロデの肩を持っていたこともあり、彼に死刑判決が下りそうな空気を悟ったヒルカノスの勧めでセクストスの支配下であるダマスコに亡命し、後日セクストスからシリア総督の地位を買ってエルサレムに軍を率いて来て力ずくでこの判決を覆した。また、紀元前43年に父がマリコスというユダヤ人に毒殺されると、復讐の機会をうかがい、カッシウスから許可を取ったうえでマリコスが挙兵を目論んでいたという事を理由に謀反人としてヒルカノスの前で殺させた。
それから間もなくカッシウスがシリアを発つとユダヤ地方では騒乱が頻発したが、ユダヤ地方（狭義）で起きたヘリックスやマリコスの兄弟の蜂起はファサエロスに、ガリラヤ地方で起きたアンティゴノスとツロの僭主マリオンの進攻はヘロデによって鎮圧され、この頃までにヘロデはヒルカノスの孫娘（アリストブロス2世の孫でもある）のマリアムネ1世との結婚を約束されていたため、ヒルカノスからは従来以上にその地位を守ってもらえるようになっていた。
ところが、紀元前42年のフィリッピの戦いでカッシウスはマルクス・アントニウスとオクタウィアヌス（後のアウグストゥス）に敗れ、その後アントニウスがアシアに来たため、ファサエロスとヘロデの専制的なやり方を嫌っていたユダヤ人の指導者たちは彼らがヒルカノスから権力を横取りしていると訴えたが、ヘロデの方が一枚上手でこれについて出頭して弁明し、さらにアントニウスを買収して告発者たちに発言の機会を与えずに文字通り黙らせ、告発者たちはアントニウスがシリアに来た時に再度訴えたものの、アントニウスだけではなくヒルカノスもヘロデ側についていたため、逆にファサエロスとヘロデは正式にテトラルケス（四分領太守・四分封領主）に任命されユダヤ人に対する行政を委任された。これでもまだ諦めなかった告発者達は騒乱を扇動するものとしてアントニウスに捉えられ、なるべく穏便に事を済ませようとしたヘロデは処刑にまでは至らないように仲裁し、逮捕には至らなかった人たちにもこれ以上争うのは危険だから去るように最後通告をしたが、結局拒否的な態度を取っていた告発者たちはローマ兵の攻撃を受け、逮捕された人々はアントニウスに処刑された。
ヘロデのチャンスは人生最大の危機によって訪れた。以前ヘロデに撃退されたアンティゴノスが、今度はパルティアの援助を受けて伯父に叛旗を翻したのである。この時パルティア人が友好的なそぶりで来たためヒルカノスとヘロデの兄ファサエロスは油断して彼らの元に行きそのまま捉えられてしまったが、警戒してついていかなかったヘロデは婚約者マリアムネや彼女の母、自分の母や妹・弟などの女子供、ならびに従者や自分に従う民衆を連れてイドメアのオレサで弟のヨセフスと合流し、ここでついてきた連中のうち一般民衆など9000人はここで食料などを持たせ比較的安全なイドメア地方内で逃げるように指示し解散させ、親族など重要人物は死海沿岸のマサダに逃げ込ませてヨセフスにそこを託し、主要なものだけを連れてさらに南のペトラに逃げようとしたが、そこを支配するナバテア王マルコスにペトラへ来ないように頼まれたため、計画を代えエジプトのアレクサンドリアに向かい（この道中でヘロデは兄の死を知った）、さらに嵐に遭いながらもローマに行きアントニウスにこのことを訴えた所、以前より親しくしていたことが功を奏して要求が受け入れられたうえに、オクタウィアヌスにも同意を得られたことで元老院の公式議会で「ヘロデはユダヤの王である」と宣言された。
この時点でパルティア軍はアントニウスに任命されていたレガトゥスのウェンティディウスによってシリア一帯から追い返されていたが、彼らはアンティゴノスに対しては金を受け取るだけで直接攻撃はしなかったので、アントニウスはウェンティディウスとその副官のシロンにヘロデに味方するように命令を下し、ヘロデはこれらの援軍の力を借りてヨッパやマサダを制圧後エルサレムに向かったが包囲戦を行うには時期が悪く、一旦冬季用の陣営に帰還した。
翌年（紀元前38年）の春、パルティア軍は再度攻めてきたがウェンティディウスたちがこれを撃破し、ヘロデも弟のヨセフスの戦死などもあったがエルサレム周辺以外をほぼ制圧したため、紀元前37年の春からエルサレムを包囲し（エルサレム攻囲戦）、さらにこの時マリアムネと正式に結婚をし、婚礼が終わってヘロデは陣営に戻り、ウェンティディウスの後任として協力してくれるローマのソシウスからの援軍もあり、エルサレムは陥落してアンティゴノスは捉えられた。
ヘロデはローマ兵がエルサレムで略奪などをされては困るので、彼らに謝礼として現金を支給する代わりにエルサレムでの略奪をしないように頼んで帰させ、さらにアンティゴノスが元老院で王位正当性を主張される危険を考えアントニウスに頼んで処刑させ、ここにハスモン一族の人間がユダヤの王であった時代は終わった。

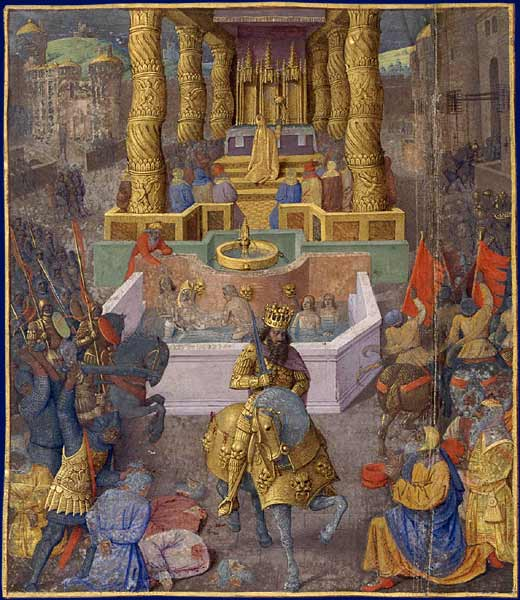
「ヘロデのエルサレム占領（The taking of Jerusalem by Herod the Great, 36 BC,） ジャン・フーケ, 15世紀後半

### 権威の強化時代
ヘロデがユダヤの王として支配した時代は大きく3つに分けられ、第1期はBC37-BC25年の権威の強化時代、第2期はBC25-BC13年の全盛期、第3期はBC13-BC4年の晩年の家庭の悲惨な時期になる。
名実的にユダヤの王として支配を始めたヘロデには当初、国内でユダヤの民衆・貴族・旧王家のハスモン家の3つの勢力、国外ではエジプトの女王クレオパトラと争うことになった、民衆に対しては好意と懲罰による飴と鞭の他、民衆に多いファリサイ派に顔が利くポリオンとその弟子のサマイアスという名士による説得も行った。
貴族層に対してはアンティゴノス派の残党を調べ、この派閥の指導者と見た45名を粛清してその財産を没収した（これは自分の後援者であるアントニウスの機嫌取りの資金にもなった）。
ハスモン家に対してはヘロデも一時は下手に出ており、パルティアに連れて行かれたヒルカノスを交渉して帰還させ、敬意をもって扱い「父」と呼ぶほどの扱いをした他、ヒルカノスが律法上大祭司に復帰できないので、代わりに外国から呼び寄せたアナネロス（アナネル・ハナヌエルとも）を据えた事についてヒルカノスの娘であるアレクサンドラたちが不満を抱いていると知ると、アナネロスを解任させてアレクサンドラの息子アリストブロス（3世）を大祭司にした。
これによって一度は両者の関係は改善したものの、アレクサンドラやマリアムネ達を警戒したヘロデが彼女達も見張らせたこと、さらにアリストブロスが紀元前35年の秋頃、ヘロデの宮殿のプールで溺死したことで両者の仲は破局的になり、最終的にヘロデは前政権ハスモン朝の血を引くものをすべて抹殺することになった。
このアレクサンドラとつながりがあったエジプトのクレオパトラとの対立も深刻で、前述のアリストブロス死亡についてクレオパトラ経由でアントニウスに連絡がいき、「この件に関してラオディキア（シリア北西部の港町）に自分が行くのでそこに来て釈明せよ」と、ヘロデは処刑を覚悟でそこに向かうことになった（結果はアントニウスがヘロデのことを信用してくれ無罪とされた）、このアントニウスへの弁明の留守中にも早くもトラブルが起き、アントニウスの怒りを買ってヘロデが殺されたという誤報が伝わったため、アレクサンドラとマリアムネは彼女たちの世話（監視）を任せされていたヘロデの叔父（妹のサロメの夫なので義弟でもある）のヨセフスを言いくるめて近くのローマ軍の陣地に逃亡を図ろうとし、誤報と知って中止したものの逃亡計画はサロメとヘロデの母に発覚しており、サロメは夫のヨセフスがマリアムネと浮気しているとまで告発したためヘロデは両者を問い詰めたところ、ヨセフスに告げた前述のもしもの際の策までマリアムネが知っていたところからヘロデは関係があって密告したと判断し、マリアムネには思いとどまったものの叔父を容赦なく処刑した。
さらに、これと別件でクレオパトラがアントニウスの寵愛を受けたことで中東付近の領地獲得を求めた結果、ユダヤとアラビア地方の一部がエジプト領に加えられることになり、エジプト沿岸部からツロの北のエレウテロス川に至るまでのパレスチナ沿岸部の都市（ツロとシドンは除く）を手に入れた他、ヘロデの領地だった地域のうちエリコはクレオパトラの物にされたなど、ヘロデは一時自分の元に立ち寄ったクレオパトラの暗殺も考えたが友人たちに成功してもアントニウスの怒りを買うだけだと止められてやめたとされる。
だが、最終的にこのクレオパトラの領地となった中東地域の税の徴収を任されたことが、ヘロデにとって幸運につながった。
アラブの王マルコス（1世）もヘロデと同様にクレオパトラに金を支払う必要があったのだが、彼はこれを支払わず、徴収を任されていたヘロデは力ずくでも取り立てる必要が生じてその準備をしていたため、アントニウスとオクタウィアヌスの間で起きる戦い（後のアクティウムの海戦）に参加しなくてよいとアントニウスから言われたのでヘロデはマルコスとの戦いに向かった。
マルコス軍との戦いは途中までは善戦したものの友軍のはずのアテニオン（クレオパトラの部下の将軍）軍の離反で大敗を期してゲリラ戦に持ち込む羽目になったり、ユダヤ地方一帯に大地震が起きて甚大な被害が出るなど悪いことが続いたため、ヘロデ側も和平交渉に出たがマルコスは地震による被害を過信して相手にせずに軍を率いて攻撃に出た。ところがこの時ヘロデとその軍隊は直接被害を受けていなかったため、これを迎え撃つのに成功した。
しかし、アクティウムの海戦でこれまで味方していたアントニウスが大敗を期したという情報も入り、アントニウス派であることが危険と察したヘロデはアントニウスを見限り、まずアントニウスの配下の剣闘士部隊が援軍としてキュジコス（現在のトルコ北西部にあった町）からエジプトに向かおうとしていたのをシリア総督ディディウスとともに阻止し、オクタウィアヌスの元に行く留守中に問題が起きぬように、マルコスとの内通容疑のあったヒルカノスの処刑を行い、政治面を弟のフェロラスに任せ、身内の女子供はマサダの要塞で非常時に権力掌握をするように命じ、マリアムネとアレクサンドラは前述の女たちと不仲なので別のアレクサンドレイオンに移して信頼置ける部下に見張らせ旧王家に国を乗っ取られないようにしたうえ、ロドス島に行ってオクタウィアヌスに贈り物を渡し面会した。
前述のようにヘロデは直接オクタウィアヌス軍と戦うことはなかったが、今までアントニウスに友好的でアントニウス軍に軍資金や補給物資を送ったことや戦わなかった理由はアラブとの戦いの都合だと正直に述べ、なぜそれでアントニウスを見限ったのかに関してはクレオパトラに彼がうつつを抜かして自分の警告を聞かなかったためとし、今度はオクタウィアヌスと友好を結びたいと堂々と主張した所、オクタウィアヌスは事情を察してヘロデの要求のうちアレクサスの助命嘆願以外受け入れてくれ、ヘロデもアントニウスと戦うためにエジプトに行く彼の軍に補給物資を送り、彼個人には800タラントの贈り物をしてもてなした結果、オクタウィアヌスはアントニウスに勝利を収めてエジプトを征服後、クレオパトラの衛兵400人を奴隷として送ったうえ、ヘロデがクレオパトラに取られていた領地の他に、かつてポンペイオスがハスモン朝時代のユダヤの王アリストブロス（2世）から没収したガダラ・ピッポス・サマリア・ガザ・アンテドン・ヨッパ・ストラトンの塔もつけてくれ、国内でもヘロデの評価は大きく上がった。
しかし国外からの危険は幸運に転じられたが、彼自身の家庭に関しては悲惨なことが続いた。
ロドスに行く前にマリアムネとその母アレクサンドラについてソアイモスという男に、叔父のヨセフスの時と同じく「ヘロデ死亡時は両者も処刑」という命令を与えていたのだが、今回もこれをマリアムネは知ってヘロデを完全に嫌うようになり、これに彼女と仲が悪いヘロデの母と妹も対立をあおるようになった結果、ヘロデの毒殺未遂事件が起きてマリアムネが犯人とされ調査の結果ソアイモスへの命令の内容もマリアムネが知っていたことからソアイモスは即刻処刑、マリアムネもその後処刑された（紀元前29年頃　）が、ヘロデにとってもこれは痛手でこの後サマリアで病気になり、さらに寝込んでいる最中にアレクサンドラがエルサレムの要塞を乗っ取ろうとしたため彼女も処刑したが、こういったこともあり病気が治ってからも不機嫌でさらに粛清を続け、妹のサロメの夫コストバロス（イドメアの元祭司の家系だった人物）、ならびに自分とコストバロス双方の友人であるリュシマコス、ガディアスと呼ばれたアンティパトロス、ドシオテス。そしてコストバロスにかくまわれてたババスの息子（ハスモン家の遠縁の人物）を謀反容疑で処刑し、こうしてヘロデの無法な行為に異議を唱えられるものはいなくなった。

### 王としての全盛期
こうして一通りの粛清が済んだ後ヘロデの王国は一応安定期に入り、ヘロデは壮大な建設計画を実行した。

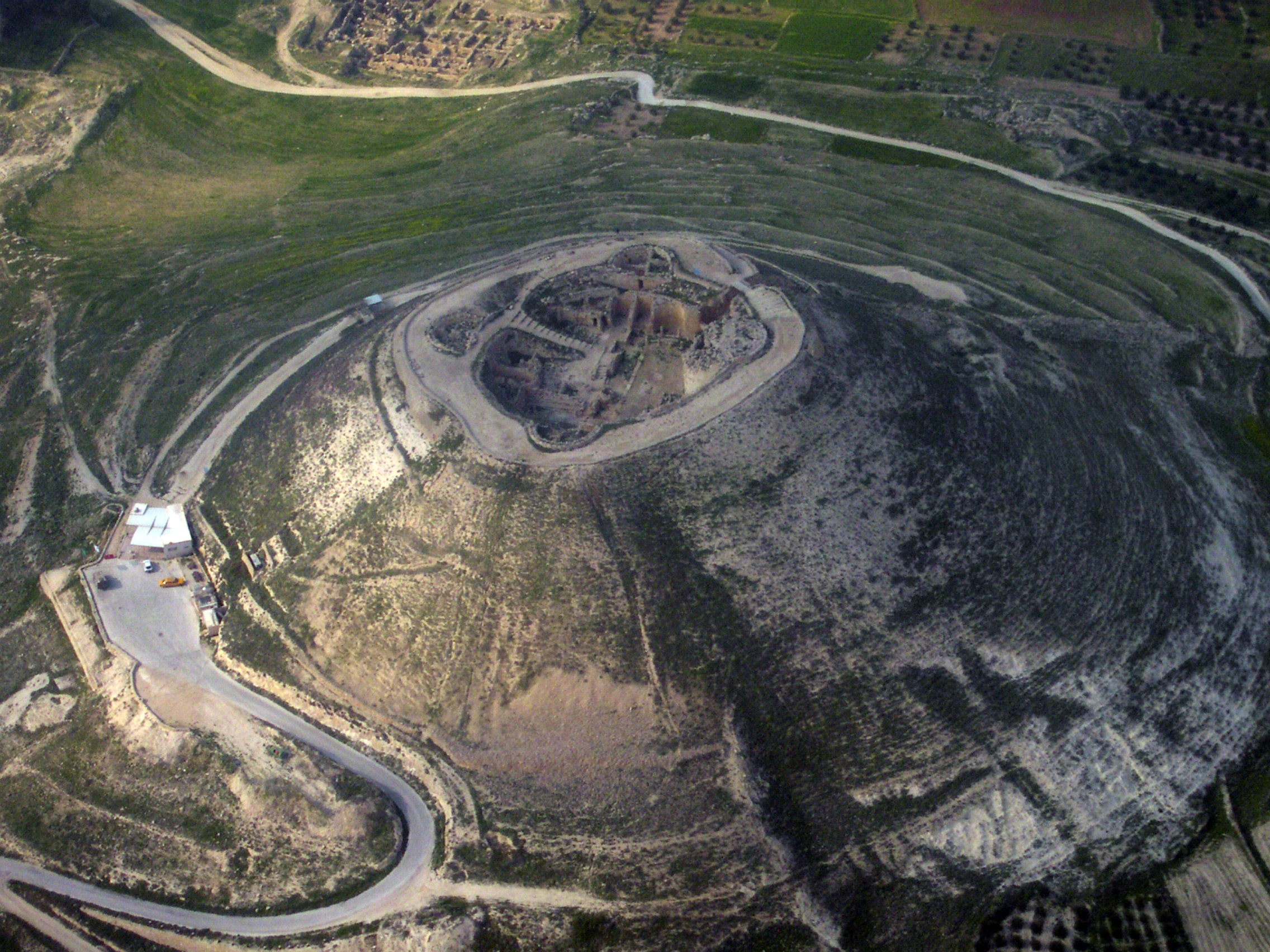
ヘロディウムの空撮写真（南西方向より）

エルサレムに劇場（市内と市外の平原に1つづつ）を建て、かつての北イスラエル王国の都であったサマリアを復興しセバステ（アウグストゥスを讃える名前）と命名し、そこを含め国内の要塞（歴史に名を残す大要塞マサダ、当時の後援者の名をつけたエルサレムの神殿を守るアントニア要塞、自分の名前を冠した要塞都市ヘロディオンや別の要塞都市マカイロス。他にガラリヤやペレア地方、後述のカエサリアにも要塞が建てられ、エルサレムにあったヘロデの宮殿も非常時には要塞に成った）を強化した。
また、ヘロデに限らず、この頃のローマの属州や同盟国は皇帝アウグストゥスを讃える建築物を建て、「カエサリア」と名付けた都市を築いていたが、ヘロデもまたBC22年に莫大な資材や予算をつぎ込み、フェニキア地方のストラトンの塔と呼ばれた所に防波堤の行き届いた大きな円形の港（それまでこのあたりは遠浅でいい港がなかった）を持ち、カエサルへの神殿が立ち、円形劇場や上下水道が完備した海辺のカエサリア（カイサリア・マリティマ）を建設した。
この中でもなんといってもヘロデの名を不朽のものとしたのは、治世の18年目（BC20-19年頃）から始めたエルサレム神殿の大改築であった。この工事はヘロデの死後も続きアルビヌス総督（AD62-64年）ごろにやっと完成した（理由はいくつかあるが見栄えだけではなく地盤沈下の補修などの実用的な工事もあった）が、とりあえず1年6か月後に拝殿そのものができた時に完成祝いを行い（回廊や外庭の工事は8年かかった）。
その壮重さは「ヘロデの建物を見たことがないものは誰でも、決して美しいものを見たとは言えない」ということわざが生まれたほどで、神殿はローマ帝国を含む当時の世界でも評判となり、このヘロデの時代にディアスポラのユダヤ人や非ユダヤ教徒までが神殿に参拝しようとエルサレムをさかんに訪れるようになった。
それだけでなくヘレニズム君主としてもパレスティナや小アジアのユダヤ人が住む多くの都市に多くの公共施設を提供し、この行為はギリシャ系住民の間でヘロデの名声を高めたが、ユダヤ系住民にはかえって反感を買うことになり、数年おきに開いた豪華絢爛な体操や音楽の競技大会はまだしも、剣闘士たちや猛獣の死闘は不敬虔な行為で外国の習俗の模倣で国民の習俗を変えるのは不信仰な行為とされ、劇場建設後まもなく、ヘレニズムかぶれをしてユダヤの慣習から遠ざかるヘロデを嫌った徒党による暗殺未遂事件があった（これはヘロデの部下によって取り押さえられ大事に至らなかった）。
これ以外には神殿の門の上に鷲の紋章を付けて後に撤去するように騒ぎが起きるトラブルの種を起こしたり（後述）、ヘロデの治世下でサンヘドリンは重要性を失った他、自分の判断でちょくちょく大祭司の解任と任命をやっていたなど、ユダヤ教内では律法を重んじるファリサイ派の民衆からよく見られなかった（ただし、ハスモン家よりの貴族層に多いサドカイ派の人々とはさらに仲が悪かった）。
法律もユダヤの風習と違うものに改編されていき、ヨセフスは一例にユダヤで前例のない「外国の奴隷に売られる罰（押し込み強盗級の罪に適応）」が、売られた先で律法を守りながら生活することができないので「王が犯人を処罰するというより、王が伝統の宗教に挑戦していると受け取られた」としている。
このようにヘロデのユダヤ教への態度は（神殿の建築などには協力的だったが）表面的でヘレニズム文化に傾いていたが、それでも最低限のしきたりには配慮して偶像崇拝のタブーを犯さないように自分の作った貨幣には肖像を入れず（晩年に鷲の紋章入りの硬貨が1種類発見されているのみ）、エルサレムでは華麗な建物を建てても基本的に彫像は置かないようにしていた他、神殿再建の際にも祭司だけが踏み入れてよい場所には入らないようにしていたというような自重はしていた他、ローマに対するコネを使ってディアスポラのユダヤ人たちの地位や安全の確保を行ってはいた。
これ以外にもヘロデの評価は時折よくなることもあり、例として在位13年目に少なくとも2年続いた大飢饉で、食物を輸入しようにもヘロデ自身都市の建設などで金を使い切っていたので、最終手段として自分の持っている貴金属（食器・装飾品など）を鋳つぶして金に換え、コネがあった当時のエジプトの総督ペトロニオスに頼み込み優先的に穀物の輸出や船の手配をしてもらった。そして食料品以外に衣類（羊が食料にされていたため羊毛不足が起きていた）なども配給し、さらに種籾をユダヤだけではなく他のシリアの住民にも渡し、その次の年には凶作が収まった。
これによってヘロデはだいぶ出費をした（ヨセフスによるとユダヤ王国内で約8万コロス、国外の人には1万コロスを使用）がヘロデの名声を大きく上げ、それまでの行為を知っていた人々もヘロデが本来は優しい人間ではないかと思うようになったという。
その後、ヘロデは皇帝アウグストゥスに気に入られたことでユダヤの北東部にある、トラコニティス、ガウラニティス、バタナイアを手に入れ、一時（ヘロデの治世17年目）に先領主ゼノドロスとその一派がこれに納得がいかずにヘロデのやり方が強硬的だと訴えたが結局不起訴になり、さらに病気がちだったゼノドロスが裁判終了後死亡したのでトラコニティスとガリラヤの間にあったゼノドロスの残りの領地までもがヘロデのものになり、こういったこともあってヘロデはシリアの行政長官の一員になり、弟のフェロラスもテトラルケスにしてもらえるなどの厚遇を受けた。
なお、ヨセフスはここに限らず何度も「ヘロデは皇帝に気に入られていた」ということを書いてあるが、決してヘロデがローマの同盟領主（rex socius）のなかで特別扱いされていたわけではなく、例として貨幣のうち銀貨以上の鋳造権をヘロデ自身を含む彼の一族は行うことができなかったなど、これ自体は立場相応の恩恵だった。

### 晩年
ヘロデの最後の9年間は彼の家庭の不和の時代であった。
ヘロデには（全員同時にいたわけではないが）10人の妻と多数の子供がおり、2番目の妻でハスモン家の王女であるマリアムネとの間に生まれたアレクサンドロスとアリストブロス（4世）を以前後継者候補としてローマで教育を受けさせていたが、5年間の留学後帰国した彼らはサロメをはじめとするマリアムネと仲が悪かった人々から警戒され中傷を受け、息子たちも息子たちで母を処刑したヘロデをよく思っているわけではなかった。それでも当初はヘロデは息子たちの縁談を進め、特にアリストブロスには妹であるヘロデの姪（妹のサロメの娘）ベレニケを妻にするなど一族との融和を図ろうとした が、次第にヘロデとマリアムネの息子達の不仲は広がり、一計を案じたヘロデは離縁した最初の妻ドリスとその息子アンティパトロス（3世）を呼び、アンティパトロスを王位継承権のライバルとして据えることでアレクサンドロスとアリストブロスにどちらかが必ず王位を継げるわけではないと暗に脅したが、マリアムネの息子たちは不当に扱われていると反目し逆効果になった。
しかしこのアンティパトロスも異母弟達を陥れる策略を練っており、これによってヘロデはさらにマリアムネの息子達への信頼を無くしアンティパトロスを信頼するようになっていた。
そしてついにヘロデはマリアムネの息子達が自分を暗殺しようとたくらんでいると考えるようになり、一度はアウグストゥス、次いでカッパドキア王のアルケラオスの仲裁を受けて和解したものの、再びアンティパトロスの策略やサロメ・ベレニケ母娘とグラフュラの不仲、弟のフェロラスが妻であったヘロデの娘を愚弄する事件が起きるようになるなど一族内の軋轢が激化し、最終的にヘロデは皇帝を言いくるめて自分の手でこれを裁くことを認めさせアレクサンドロスとアリストブロスを彼らをかばう家来たちと共々サマリアで処刑した（紀元前7年ごろ）。
しかし息子たちの処刑後、弟のフェラロスの死（これ自体は病死だった）の後、ヘロデが調査した所フェラロスが毒薬を持っており、それがアンティパトロスからヘロデに盛るように渡されたものだと知ったヘロデはフェロラスの奴隷達から彼らの内通を知り、信頼していたアンティパトロスが事件の黒幕だったと判断し、ローマから呼び寄せたアンティパトロスを捉え、シリア総督ウァルスの前に引き出して証拠をあげると報告書を皇帝に送った（さらに大祭司の娘のマリアムネ2世もこれに関与していたとして離縁し、その息子のヘロデも相続権剥奪、彼女の父も大祭司を解任された。）そして新しい王位継承者を選ぶ際、息子の中でこれ以前に自分の悪口を言っていたというアルケラオスとフィリッポスを外して最年少のアンティパスを王位継承者に指名した。
こうした心労や病気、さらに高齢（約70歳ほど）で晩年のヘロデは弱っていたが、それでも死ぬ寸前までなお反旗を翻すものを始末する気力はあり、サッフォライオスの子ユダとマルガトロスの子マッティアという2人のラビが民衆を扇動し、偶像崇拝に当たると神殿の門にあったローマのシンボルである鷲のレリーフを破壊する事件が起きた時は彼らを捉えて首謀者達を処刑し、皇帝からのアンティパトロスの処罰（死刑か流刑かの判断はヘロデに任せる）許可をもらったあと、以前捉えて牢につないでおいたアンティパトロスが反省の色なく父の死を望むようだと知ると死の5日前であったのに処刑命令を出すほどであった。
この頃（死ぬ数日前）ヘロデは遺言を書き直し、王位継承者を現存する中で最年長のアルケラオスに変え、アンティパスをガリラヤとペレヤの領主、フィリッポスをトラコニティスなど北東部の領主に指名した。
そして紀元前4年ごろ、ヘロデはエリコでその生涯を閉じ、エリコからヘロディオンに8スタディオン葬列が進んでそこに彼は葬られた。
ヘロデの死後喪が明けると、息子のヘロデ・アルケラオスは遺言を理由に王位を継ごうとしたが、ローマ皇帝の元に行く前にユダとマタティア処刑で不満を持っていた民衆たちのデモ隊と兵士たち衝突があり、これを力づくで鎮圧して双方に死傷者多数を出した状況でローマに向かったことと、遺言書き直しで不服を持ったヘロデ・アンティパスと、アルケラオスを嫌っている親族達は後を追いかけローマ皇帝に訴え出て、ヘロデが晩年病気で正確な判断ができなくなっていた可能性があること、仮にヘロデの遺志がアルケラオスを本当に指名していても、アルケラオスは前述の強引な鎮圧をした残忍さや身勝手な点で王にふさわしくない人間だと主張し、逆にアルケラオス側も遺言状は正式なもので虐殺の件も無法者たちの方が悪いと主張した。
ところが皇帝から審判が下される前に、サマリア地方を除くユダヤ王国ではヘロデ大王をよく思っていなかった勢力が各地で立ち上がり、暴力的な行為に走った者たちは各地で暴動を起こしシリア属州総督ウァロスが出動し鎮圧した、それより穏健な者たちはウァロスの許可を得て皇帝に使者を送り、ローマ帝国の直轄地域としてシリア属州に組み込まれたいと要求してきた。また、アルケラオスから留守を預かっていた異母弟のフィリッポスもウァロスに言われてローマに来て自分の権利を主張しだした。これらを踏まえたローマ皇帝は最終的にヘロデの最後の遺言を原則とするがアルケラオスを王としては認めず「エスナルケス（民族の統治者）として認定し、ヘロデの領地の半分の統治者として任命。もしうまくやれるなら正式に王としての称号を与える」という条件で承認し、残りの領地をフィリッポスとアンティパスに与え、以下のように配分することにした。
- アルケラオス：イドメヤ、（狭義の）ユダヤ、サマリアとそこの都市の領主[注釈 50]。年収は600タラント[注釈 51]。
- アンティパス：ペライア（ペレア）、ガラリヤの領主。年収は200タラント。
- フィリッポス：バタナイア、トラコン、アウラニティスと以前ゼノドロスが支配してた土地の領主。年収は100タラント。
- 残りの領地の内、ヤムネイア、アシドト、ファサエリスとアスカロンの王宮（アスカロン自体はアルケラオス領）はヘロデの妹サロメの領地とする[注釈 52][48]。

後にアルケラオスは失政を重ねたため、統治後10年目（紀元後6年ごろ）に住民によってローマに訴えられ、解任されてガリアのビエンナへ追放された。その後のユダヤはローマ帝国の直轄領となった。他の領地の内、サロメの領土は本人の死後（紀元後9年から12年の間）に皇后ユリアに遺言で贈与されてこちらもローマ領になっている。
アンティパスとフィリッポスは比較的長い間領主として勤めあげ、フィリッポスは紀元後34年に死去、アンティパスは紀元後37年にローマに対する謀反未遂で追放の刑を受け、最終的にこれらの領地とアルケラオスなどのローマ領編入領地はヘロデ大王の孫のアグリッパ1世が相続している（詳しくはアグリッパ1世の項を参照）。

## 出自の異説
ヘロデはイドマヤ（エドム）系という説が主流だが、異説としてヨセフスの『ユダヤ古代誌』第XIV巻1章3節で「（ヘロデにつかえていた）ダマスコのニコラウスは『バビロンから帰還したユダヤ人指導者の一人がヘロデの先祖』と書き残している」という旨の記述があり、また2世紀のキリスト教神学者である殉教者ユスティノスは「ヘロデはアスカロン人として生まれた」という発言をしており、この見解の流れを組むユリウス・アフリカヌスの著作では「父のアンティパテル（アンティパトロス）はアスカロンが襲撃された際にイドマヤ人に拉致され、イドマヤで育った人間」という説を上げている。ただし、前者は他の資料と矛盾も多いうえヨセフス自身が「ニコラウスのヘロデへのお世辞」としており、後者もアフリカヌスがアンティパテルの生まれを「貧しい出自」と強調しているなど悪意と敵意が強いことから「ヘロデをよく思わなかった人の作りごとの疑いが強い」とエミール・シューラーは指摘している。

## 逸話
真偽の程はともかく、様々な逸話が残されている。
ダビデの墓を暴いた
『ユダヤ古代誌』XVI巻7章1節で「噂」として載っている話。
宝目当てにダビデの墓を開けて蓄えられた金はなかったもののいくつかの黄金の装飾品を見つけ、さらにダビデとソロモンの棺を開けようとした所、火が噴き出し護衛2人が焼死する事件が起きて気味が悪くなったヘロデは墓を再度封印した。
この後「ヘロデにこの祟りのように家庭内不和が起きた」と次の節冒頭でヨセフスは記している。
幼児虐殺
『マタイによる福音書』2章16-18節に出てくる話。
救世主イエス・キリストの誕生を知らされ、恐れをなして同世代の男の乳幼児全員を殺させた（どの子がイエスなのか特定出来ない為）。
ただし、ヨセフスを始めとする同時代の歴史家や他の福音書は同様のエピソードを一切伝えていない。
名士たちを集めて強制殉死させようとした
『ユダヤ戦記』I巻33章6・8節と『ユダヤ古代誌』XVII巻6章5節・8章2節に出てくる。
ユダヤ地方の名士たちを「来ないと死刑にする」と召喚し、彼らを競馬場に閉じ込め「自分が死亡したら全員を射殺して無理やり国民を泣かせる」という事を妹のサロメたちに願ったという。
ヨセフスによるとサロメたちはヘロデの死後、すぐに約束を破って名士たちを解放したので実行されなかったという結末になっている。

## 墓の所在

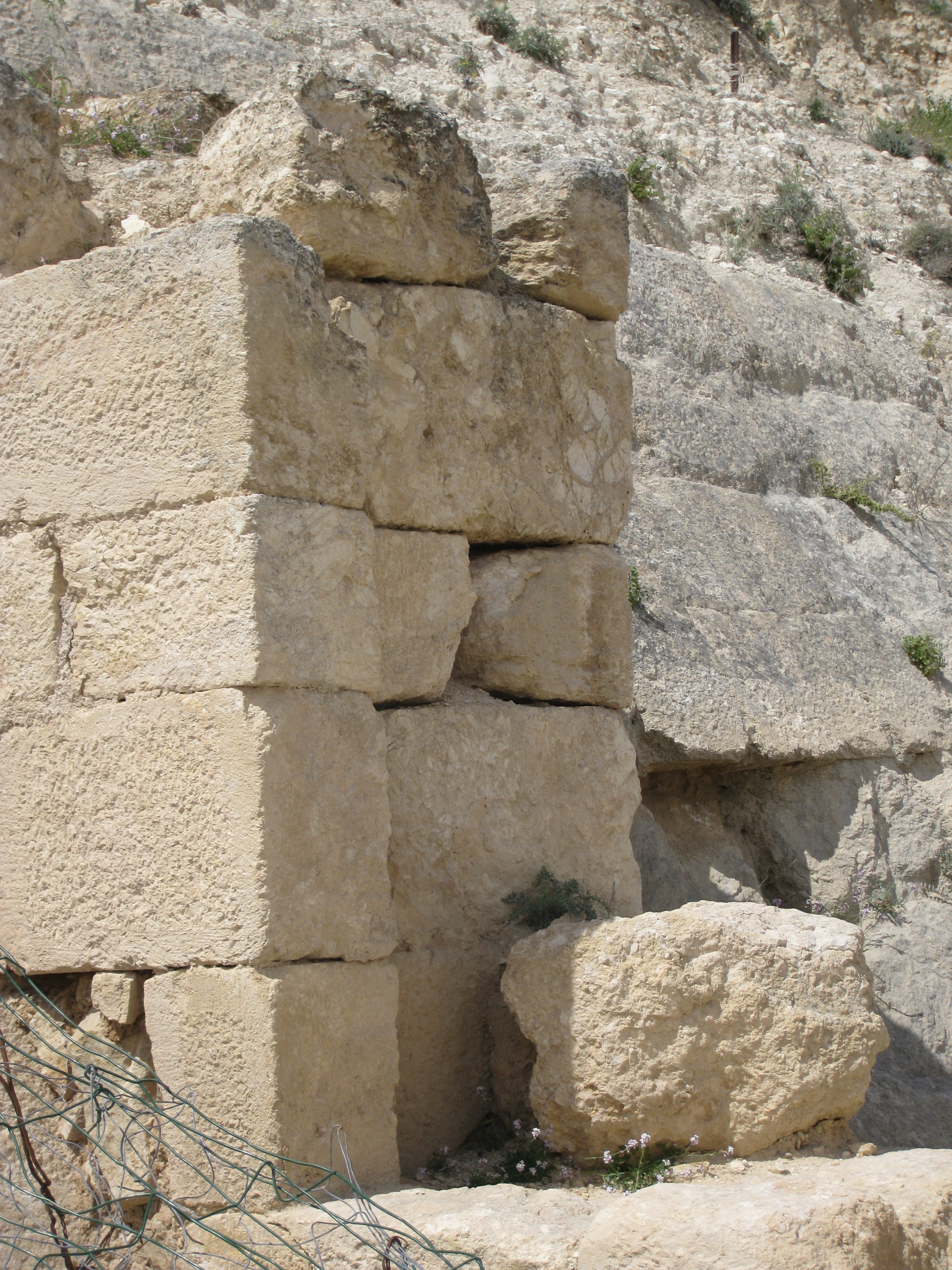
ヘロデの墓

ヘロデの墓については、エルサレム近郊のヘロディウムに人工的に作られた山に存在するとされてきたが、確証は得られていなかった。しかし、2007年5月7日に、ヘブライ大学の研究チームがヘロデの墓を発見したと報じられた。